# DreadOut
DreadOut é um jogo de terror criado pela desenvolvedora indonésia Digital Happiness em 2014. DreadOut consiste em seu princípio a luta contra fantasmas usando seu celular de última geração.

## Gameplay
DreadOut foi inspirado em Fatal Frame e sua jogabilidade é similar e com algumas inovações tecnológicas. Com a ajuda do celular da personagem principal será possível iluminar o caminho e usar alguns aplicativos úteis. No jogo além da história você poderá realizar algumas tarefas ou missões extras.

## História
No jogo você assume o papel de Linda, uma jovem estudante que em uma viagem de férias junto com seus amigos acaba se perdendo em uma cidade deserta amaldiçoada na Indonésia. Linda descobre que possui poderes psíquicos e que poderá ser a única chance do grupo de sobrevivência.

## Recepção
DreadOut recebeu críticas mistas dos críticos, que apontaram varios clichê e a má execução de seus diálogos e cenas. Recebeu uma pontuação média de 51,50% no GameRankings e uma pontuação ponderada de 56/100 no Metacritic.